# Модель Блека — Шоулза
Модель ціноутворення опціонів Блека — Шоулза (англ. Black–Scholes Option Pricing Model, OPM) — це модель, що визначає теоретичну ціну на європейські опціони, яка передбачає, що якщо базовим активом торгують на ринку, то його ціна неявним чином встановлюється самим ринком. Дана модель широко використовується на практиці, крім усього іншого, може використовуватися для оцінки усіх похідних паперів, включаючи варанти, конвертуємі цінні папери, та навіть для оцінки власного капіталу фінансово залежних фірм.
Згідно моделі Блека-Шоулза ключовим елементом визначення вартості опціону є очікувана волатильність базового активу. Залежно від коливання активу, ціна на нього зростає або знижується, що прямопропорційно впливає на вартість опціону. Таким чином, якщо відома вартість опціону, то можна визначити рівень очікуваної ринком волатильності.

## Історія
Формула моделі оцінки опціонів уперше була виведена Блеком Фішером і Майроном Шоулзом у 1973 році в статті «Оцінка опціонів та комерційних облігацій» (The Pricing of Options and Corporate Liabilities). Їх дослідження базувалися на попередніх роботах Джека Трейнора, Пола Самуельсона, Джеймса Бонеса, та Едварда Торпа і розроблялися в період швидкого зростання опціонної торгівлі.

## Шість припущень теорії
Для того щоб вивести свою модель ціноутворення опціонів, Блек і Шоулз зробили наступні припущення:
- За базисним активом опціону дивіденди не виплачуються протягом усього терміну дії опціону.
- Немає транзакційних витрат, пов'язаних з купівлею або продажем  акції або опціону.
- Короткострокова безризикова відсоткова ставка відома і є постійною протягом усього терміну дії опціону.
- Будь-який покупець цінного паперу може отримувати позики за короткостроковою безризиковою ставкою для оплати будь-якої частині її ціни.
- Короткий продаж дозволяється без обмежень, і при цьому продавець негайно отримує всю готівкову суму за проданий без покриття цінний папір за сьогоднішньою ціною.
- Торгівля цінними паперами (базовим активом) ведеться безперервно, і поведінка їх ціни підпорядковується моделі  геометричного броунівського руху з відомими параметрами.

Висновок моделі ґрунтується на концепції безризикового хеджування. Купуючи акції й одночасно продаючи опціони call на ці акції, інвестор може конструювати безризикову позицію, де прибутки по акціях будуть точно компенсувати збитки по опціонах, і навпаки.
Безризикова хеджована позиція повинна приносити прибуток за ставкою, що дорівнює безризиковій відсотковій ставці, в іншому випадку існувала б можливість вилучення арбітражного прибутку та інвестори, намагаючись отримати переваги від цієї можливості, приводили б ціну опціону до рівноважного рівня, який визначається моделлю.

## Формули
Ціна (європейського) опціону call:
{\displaystyle C(S,t)=SN(d_{1})-Ke^{-r(T-t)}N(d_{2}),\,} де
{\displaystyle d_{1}={\frac {\ln(S/K)+(r+\sigma ^{2}/2)(T-t)}{\sigma {\sqrt {T-t}}}},}
{\displaystyle d_{2}=d_{1}-\sigma {\sqrt {T-t}}.}
Ціна (європейського) опціону put:
{\displaystyle P(S,t)=Ke^{-r(T-t)}N(-d_{2})-SN(-d_{1}).\,}
Позначення:
- {\displaystyle C(S,t)} — поточна вартість опціону  call  в момент  t  до закінчення терміну опціону;
- {\displaystyle S} — поточна вартість базисної акції;
- {\displaystyle N(x)} — ймовірність того, що відхилення буде менше в умовах стандартного нормального розподілу (таким чином, і обмежують область значень для функції стандартного нормального розподілу) (Для визначення {\displaystyle N(x)} можна використовувати таблиці для стандартної нормальної кривої або Excel- функцію НОРМСТРАСП (x). Вона повертає стандартний нормальний інтегральний розподіл, який має середнє, рівне нулю, і стандартне відхилення, рівне одиниці);
- {\displaystyle K} — ціна виконання опціону;
- {\displaystyle r} — безризикова відсоткова ставка;
- {\displaystyle T-t} — час до закінчення терміну опціону (період опціону);
- {\displaystyle \sigma } — волатильність прибутковості (квадратний корінь з дисперсії) базисної акції.

## «Греки»
Для характеристики чутливості ціни (премії) опціону до зміни тих чи інших величин застосовують різні коефіцієнти, які називають «греками».
Назва іде від  грецького алфавіту, буквами якого позначаються ці коефіцієнти (за винятком «веги»).
«Греки» в рамках моделі Блека-Шоулза обчислюються явним чином:
| «Грек» | Що                                                       | Опціони call                                                                         | Опціони put                                                                           |
| дельта | {\displaystyle {\frac {\partial c}{\partial S}}}         | {\displaystyle N(d_{1})\,}                                                           | {\displaystyle -N(-d_{1})=N(d_{1})-1\,}                                               |
| гамма  | {\displaystyle {\frac {\partial ^{2}c}{\partial S^{2}}}} | {\displaystyle {\frac {N'(d_{1})}{S\sigma {\sqrt {T-t}}}}\,}                         | {\displaystyle {\frac {N'(d_{1})}{S\sigma {\sqrt {T-t}}}}\,}                          |
| вега   | {\displaystyle {\frac {\partial c}{\partial \sigma }}}   | {\displaystyle SN'(d_{1}){\sqrt {T-t}}\,}                                            | {\displaystyle SN'(d_{1}){\sqrt {T-t}}\,}                                             |
| тета   | {\displaystyle {\frac {\partial c}{\partial t}}}         | {\displaystyle -{\frac {SN'(d_{1})\sigma }{2{\sqrt {T-t}}}}-rKe^{-r(T-t)}N(d_{2})\,} | {\displaystyle -{\frac {SN'(d_{1})\sigma }{2{\sqrt {T-t}}}}+rKe^{-r(T-t)}N(-d_{2})\,} |
| ро     | {\displaystyle {\frac {\partial c}{\partial r}}}         | {\displaystyle K(T-t)e^{-r(T-t)}N(d_{2})\,}                                          | {\displaystyle -K(T-t)e^{-r(T-t)}N(-d_{2})\,}                                         |
| ------ | -------------------------------------------------------- | ------------------------------------------------------------------------------------ | ------------------------------------------------------------------------------------- |

Цікаво, що формули гамма і вега однакові для опціонів put і call, що є логічним висновком теорії паритету опціонів put і call.
Наприклад, знання коефіцієнтів «дельта» {\displaystyle \Delta } і «гамма» {\displaystyle \Gamma } дозволяють оцінити зміну ціни (премії) опціону {\displaystyle \delta c} при зміненні ціни фінансового інструменту {\displaystyle \delta S},
що лежить в основі опціону:
{\displaystyle \delta c\approx \Delta \cdot \delta S+\Gamma \,{\frac {(\delta S)^{2}}{2}}.}
Ця формула виходить за допомогою розкладання в ряд Тейлора ціни опціону {\displaystyle c(S)}.
Аналогічно, чим більше «тета», тим швидше відбувається тимчасової розпад опціону, і т. д.